# ユーロゲーム
ユーロゲームもしくはドイツゲームとは、1990年代中盤から現在までに発売され、世界的な人気を獲得した独特のテーブルゲーム群。狭義にはドイツを中心とするユーロ圏で作られるボードゲームを指すが、2010年代以降その枠にはとどまらなくなりつつある。

## 概要
本項で詳述する「ユーロゲーム」とは、後述する特徴を持つ非電子型のテーブルゲーム（俗に言うアナログゲーム）のことである。普及期にその多くはドイツ人の作者、あるいはドイツのメーカーによるものが中心であったため「ドイツのボードゲーム」「ドイツゲーム」などと呼ばれたが、周辺のフランス・オランダ・イギリス、あるいはアメリカや日本製のゲームも後述する特徴を持つならばユーロゲームの一種として語られる場合が多い。
「ユーロゲーム」と呼ばれるものは狭義の「ボードゲーム」にとどまらず、（形状で分類すると）カードゲーム、ダイスゲーム、立体ゲームといった非電子型のテーブルゲーム全般を含む。このジャンルは日本では「アナログゲーム」と呼ばれることもある。
ただし、「アナログゲーム」であってもテーブルトークRPGやトレーディングカードゲーム、ウォー・シミュレーションゲームはドイツ製のものでもドイツゲーム・ユーロゲームの範疇に含まれないことが多い（これらはドイツ主導で商業発展したゲームではないため）。
日本において「ユーロゲーム」と呼ばれるこのジャンルはドイツ語ではSpiel（シュピール）と呼称することが一般的である。チェスなどの伝統的なゲームと区別する場合は、Autorenspielと呼ぶこともある。Autorenは「著者」を意味するドイツ語であり、現代的なユーロゲームではゲームデザイナーの個性が重視されているためにこのような呼称がつけられている。
また、ドイツ以外でも、フランス、オランダ、スウェーデンなどの欧州諸国ではここで紹介しているようなスタイルのボードゲーム/カードゲームの市場が比較的発展している。
この分野に関わる重要なゲームの賞として、ドイツ年間ゲーム大賞（Spiel des Jahres）、ドイツゲーム大賞（Deutscher Spielepreis）がある。
人気作品であれば、リメイクされることもある。単純な再販だけではなく、内容物が差し替えられたり、新たなルールが加わったり、基本セットと拡張セットがひとつにまとめられたり、より簡易に遊べるよう要素を抜粋したり、諸事情によりそのままでは再販できない作品のタイトルとモチーフを変更したり、といった事例が見られる。
なおユーザー間では、ゲームシステムの複雑さやプレイ時間の長短、ゲームモチーフの親しみやすさなどを総合して、未経験者向けから順に「軽量級」「中量級」「重量級」と言った分類がなされることもある。

## 来歴
安田均によれば、ボードゲームは20世紀の最後の四半世紀に爆発的に発展したとされる。具体的には1970年代後半の英米におけるウォー・シミュレーションゲームの発達とテーブルトークRPGの出現、それに続く1980年代のこれらのジャンルの隆盛を画期とする。とはいえ、こうした新しいボードゲームの潮流は1980年代後半に始まるコンピューターゲームの爆発的な発展によってユーザーの多くを奪われ、死に絶えたようにも思われていた。実際、安田によればアメリカの老舗のゲーム評論誌「Games」も1992年から1995年までは年間ベストゲーム一覧すら掲載出来ないような惨状であったとされる。
しかし、この間独自の発達を続けていたのが、本項で採り上げる、いわゆる「ユーロゲーム」であった。1970年代後半から1980年代初頭のあたりから後述する各種の特徴を持つ新しいスタイルのボードゲームがドイツで発売されはじめ、独自の市場を確立させていった。ドイツではそれ以前の1960年代後半頃から、『アクワイア』翻訳版を契機に生まれたゲーム批評の論壇が全国紙ディー・ツァイトを中心として成立し、この流れが1979年ドイツ年間ゲーム大賞へと結実する。また、1988年ニュルンベルク国際玩具見本市においてボードゲームのデザイナー達は「ビアコースター宣言(Bierdeckel-Proklamation)」を表明、これは以後ドイツのデザイナーは箱に名前を明記を必須条件とした契約のみを結ぶという合意で、本の著者などと同等の扱いを要求する一種の労務決議であった。これらが上述のドイツのボードゲームに固有の「著者」性を確立させる画期となった。その後1995年に発売された『カタンの開拓者たち』の大ヒットをきっかけに、翌1996年あたりからユーロゲームは世界的なブームを巻き起こした。
現在ではドイツは世界屈指のボードゲームの市場を持つ国であり、2007年には俗に言うアナログゲームの総売り上げが4億ユーロを突破しており、これはその時点でのドイツの玩具市場の総売上の17.8%を占めていた。20世紀後半よりドイツが突出したボードゲーム大国になった理由は様々な説があるが定説と呼べるものはない。説の一つには「ドイツでは労働厚生の制度がしっかりしており残業が少なく家族で過ごす時間が多くとることが出来るため、夜に家族全員で遊べるボードゲーム文化が発展した」というものがある。

## 特徴
「ユーロゲーム」は、一般に以下のような特徴を持つ。
- 最大の特徴は、対象を子供から大人までとし、かつ大人でも（大人同士でも）十分楽しめる内容を指向する、いわゆる「ファミリーゲーム」である点である。この点に関連して、具体的には以下の特徴を持つ。
  - ルールが比較的簡単。その場で説明してすぐ遊べる程度。人気ゲームでは選択肢や新たなゲーム要素を追加するための拡張キットが発売されることがある（例：アグリコラ）。
  - プレイ人数は2人のものもあるが、3人～6人程度の多人数ゲームが多い。4人までを対象にするゲームでは、2人用の特殊ルールの設定がなされるものが多い。人気ゲームでは4人より多人数でプレイするための拡張キットが発売されることがある（例：カタンの開拓者たち）。
  - 対象年齢は、4歳から、6歳から、8歳からなど、細かく設定されている。
  - プレイ時間は、短いもので数分。長いもので60分からせいぜい90分程度。ただしルールが複雑化するにつれ、公称120分のようにプレイ時間を長く要するものも増えている。
- 運と技術の両方が適度に必要。
  - 単純な双六のように運だけによるゲームはほとんどない。
  - 囲碁や将棋のようなアブストラクトゲームによく見られる、運の要素を排除したゲームも少ない。
  - 従って、初心者や子供でも勝つことができつつも、習熟することにより勝ちやすくなるという上達の要素も排除されない。
- 社交活動の一部であるという認識から来るデザイン哲学や特徴が見られる。
  - プレイヤー同士の直接のぶつかりあいよりも個々の盤面上での進展やプレイヤー同士の協働を主とする[4]。
  - ゲームが終了するまえにプレイヤーが除外・脱落するようなデザインは忌避される。
- ゲームのコンポーネント（内容物）はしっかりとした造作となっており、板状のボード、（多くは木製の）コマなどが用いられる。造形デザインや描かれるイラストも凝っているが、抽象的なモチーフが用いられる事が多い。
- ゲームのデザイナー（作者）が意識され、パッケージに明記されることが多い。人気デザイナーも多く、デザイナーの名前が売り上げにも影響する。パッケージにデザイナー名が最初に明記されたのは、アレックス・ランドルフ作『ハゲタカのえじき（1988年）』とされる。

## コンポーネント

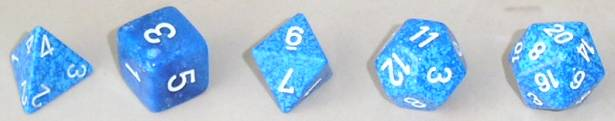
多面体ダイス

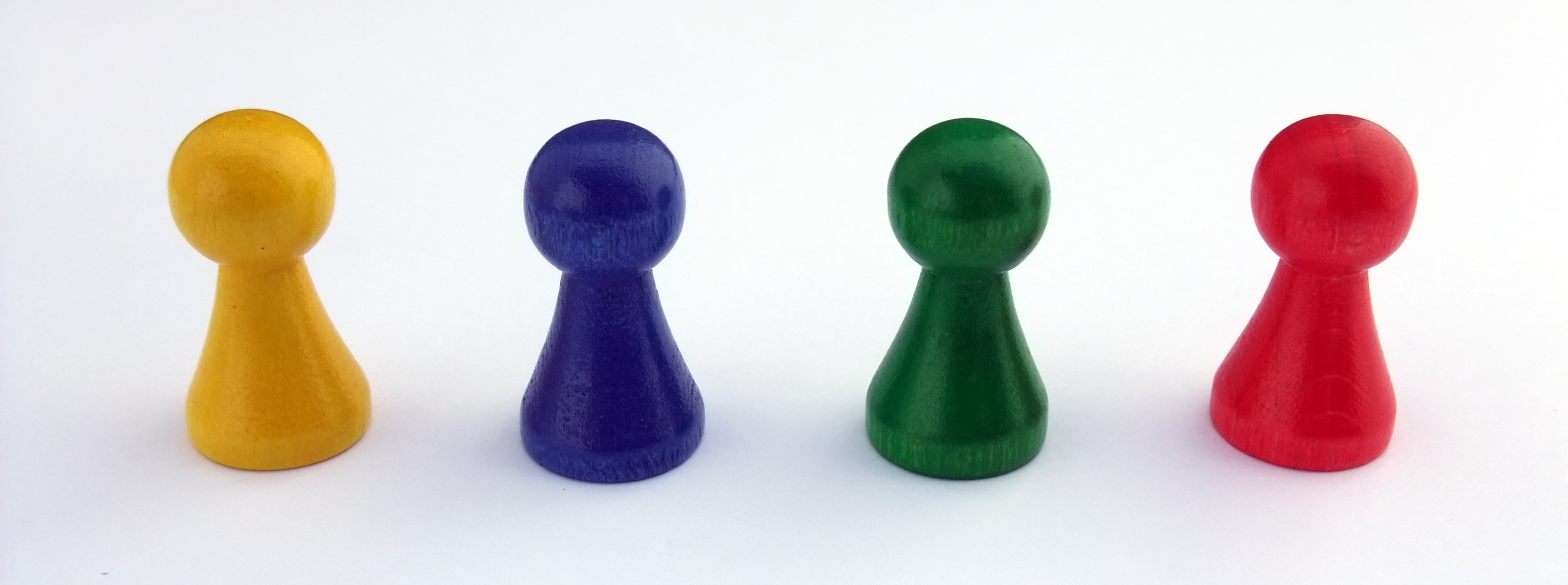
ポーン

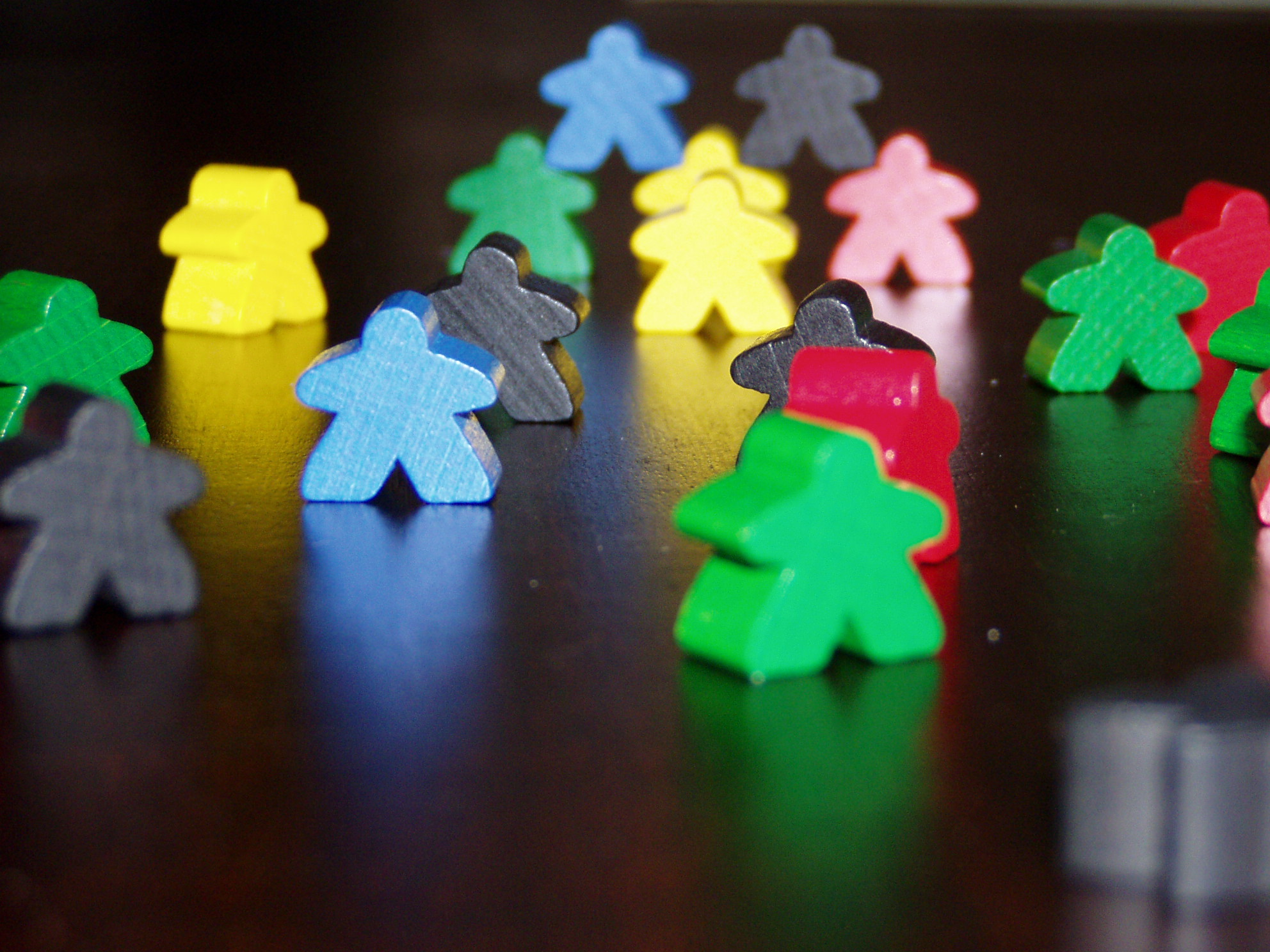
ミープル

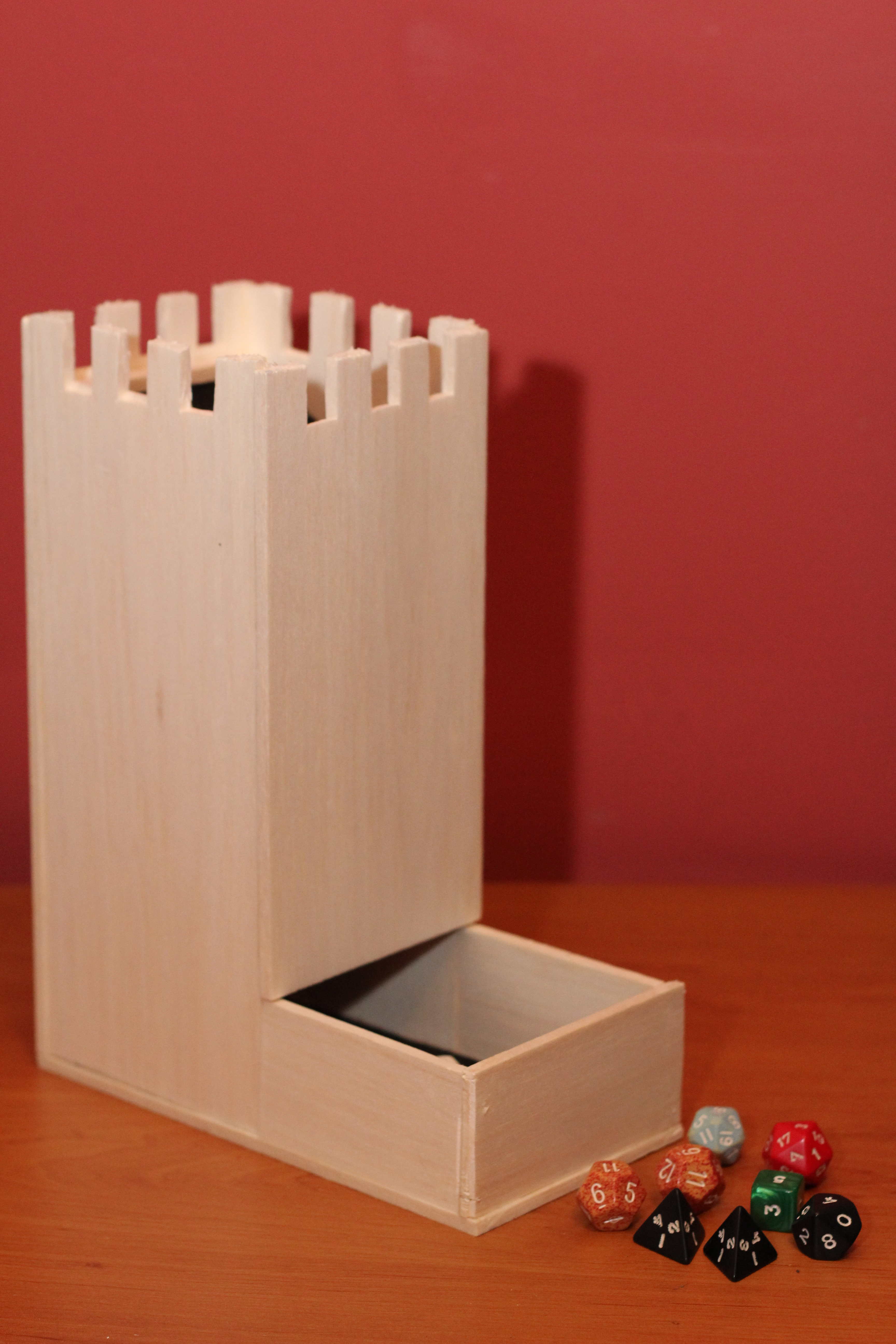
ダイスタワー

ユーロゲームに用いられることの多い代表的な内容物を、以下に紹介する。実際の内容物は個々のタイトルによって異なる。またプレイヤーがゲームを補助するため自作したり、汎用性の高いものや個人製作が難しいものであれば専用のメーカーが商品として販売していたりする事例もある。
また同様の内容物でも個々のタイトルによって呼称が異なることがあり、ここで挙げた名称はその一例である。
- ルールブック
内容物やゲームのルールについて書かれた説明書。ゲームの習熟度に応じて段階的に学習できるよう、分冊化されているものもある。
タイトルによっては複数の言語で記述されたルールブックを同梱したものもあり、そうしたタイトルは一般に「多言語版」と呼ばれる。代表的な言語は英語とドイツ語だが、デザイナーの母語（フランス語や日本語等）と英語と言った例や、日本語とタイ語とロシア語をまとめた『プロジェクトL 多言語版』のようにユーザー数が比較的少ない言語のみでまとめられた例もある。
  - （ルール）サマリー / プレイエイド
ルールについて簡易に書かれた補助説明書。プレイ手順を要約したものや使われているアイコンの意味を一覧表にしたもの、ルールで設定されているアイテムの交換レートが書かれたものなどが存在する。
元々のルールが簡易な場合、同梱されていないことも珍しくない。またその形態も、ルールブックの中に書かれている場合や別紙が添え付けられている場合、プレイに使用するタイルやカードの一種として各プレイヤーが手元に置けるような形になっている場合など、様々である。
呼称に厳密な定義はないが、プレイ手順を要約したものを「（ルール）サマリー」、その他の内容でルールブックとは別紙になったものを「プレイエイド」と呼ぶ傾向がある。
- ゲーム盤 / （ゲーム）ボード
ゲームの基盤となるマス目や配置図などが描かれた板、あるいは板状の厚紙。独自の名称が付けられることもある。
  - 共用ボード / メインボード、サブボード
プレイヤー全員が共有するゲーム盤。ゲームで主体的に用いる「メイン」のボードと、補助的に用いる「サブ」のボードとが存在する。
  - 個人ボード / プレイヤーボード / タブロー (Tableau)
プレイヤーが個々で用いるゲーム盤。
なお、プレイヤーごとに固有のキャラクターを用いるタイトルの中には、筆記具を用いずキャラクターが描かれたゲーム盤上に駒やダイスやカード等を置いてキャラクターの能力を示すものもあるが、このとき用いる「キャラクターを示すゲーム盤」を「キャラクターシート」と呼ぶことがある。
  - 追加ボード / 拡張ボード
サブボードの一種で、拡張セットの追加などによって基本のゲーム盤に生じた「不足部分」を補うためのゲーム盤。共用か個人用かはタイトルによる。
  - 分割式ボード / 連結型ボード
収納および携帯性の都合から、ひとつのゲーム盤を複数に分割し、プレイ時に連結するもの。プレイ条件によって変化する部分のみを交換し連結するタイプのゲーム盤も存在する。
  - 多層式ボード / レイヤーボード
盤上に置かれた駒などの位置ズレを防ぐため、土台となるボードに穴の開いたボードを重ね多層構造にすることで、駒を置くための窪みを形成したゲーム盤。ほとんどが二層だが、稀に三層以上のボードも存在する。
単層のゲーム盤に被せて後付けで多層化するための、窪みの付いた透明プラスチック製の「オーバーレイ」と呼ばれるボードが作られることもある。
稀少例ではあるが、応用として土台となるボードに円形の厚紙を「回転軸」として接着し、ドーナツ状の厚紙を「回転軸」に嵌め込んでルーレットや回転式テーブルを再現したタイトルもある。
  - プレイマット / ゲームマット
主にカードやタイルを用いるタイトルで、カードやタイルの痛みを緩和すべく卓上に敷かれる敷物。多くが布やネオプレン、ゴムと言った軟質素材で、汎用の無地やイラスト入りのプレイマットが販売されている他、マス目や配置図などが描かれ各種ボードの代わりになる専用プレイマットが同梱/別売されているタイトルもある。
- 記録用紙
タイトルによってはゲームの主体となるゲームシートや、キャラクターの能力を記録するキャラクターシート、点数を計算し記録するためのスコアシートと言った、ゲーム内容に応じた各種データを筆記具で記録するための専用用紙が同梱されていることもある。消耗品であるため、50枚から100枚程度の束で同梱されており、更に海外では追加の記録用紙を別売している商業タイトルもあるが、日本国内で追加の記録用紙を別売しているタイトルは稀である（同人タイトルにいくつかの例が見られる）。またラミネート加工を施し、ホワイトボード用マーカーと字消しを併用して繰り返し利用できるタイプの記録用紙もある。
なお海外では各種用紙を公式サイトにて無料PDFや画像として提供しているタイトルもあり、日本語に対応したタイトルは少ないものの、異なる言語の用紙を用いてもほとんどの場合は問題なくプレイできる。

- ダイス
サイコロ。多くのタイトルでは正六面体のものを用いるが、出目が1～6の数値であるとは限らず、それ以外の数値や、ゲーム内容に応じたシンボルが描かれたものもある。少数派ではあるが、正四面体など、正六面体以外のダイスを用いるタイトルもある。
- タイル、カード、チップ、トークン
ゲーム内容に応じた専用のタイルやカード、チップ、トークン。多くは紙製だが、紙よりは劣化に強い木製タイルや複数枚のカードを重ねることを想定した透明プラスチック製カードなどのように紙以外の素材で作られたものもある。
また、ルールブックを除く個々の内容物（主にカード）に特殊ルールが書かれている場合、そのテキストを読まなければルールが正しく運用できないため、用いられた言語に対するユーザー側の読解能力が重要となり、これを「言語依存」と言う概念で表す。概ね、ルール・テキストの少ないタイトルは言語依存度が低く、ルール・テキストの多いタイトルは言語依存度が高い。言語依存度はそのまま他言語話者の参入障壁や誤訳によるルールミス誘発の原因となるため、アイコンを多用して言語依存度を軽減するなどの工夫がなされる。
カード・テキスト（ルール・テキストおよびフレイバー・テキスト）は通常、ルールブックに対応した言語となるが、複数言語に対応したタイトルのカード・テキストは英語であることが多い。なおタイトルによっては、プレイに必要なカード一式がルールブックに対応した各言語ごとに全て（すなわち必要なカード一式×言語数）同梱されているものもある。
  - キューブ
ダイスではない立方体。多くは8mm～12mm前後の木製かプラスチック製。駒やカウンターとして用いられることもある。染色された無地のものがほとんどだが、ごく稀に模様の印刷されたものがある。
  - ディスク、円柱
様々な厚さの円盤。多くは直径10mm～25mm前後の木製。駒やカウンターとして用いられることもある。染色された無地のものが多いが、用途によっては数字やイラストが印刷されていたり、ディスクに貼り付けるためのシール類が付属しているものもある。
  - メタルコイン
ゲーム内通貨を想定した金属製のチップ。多くのタイトルではゲーム内通貨として用いる厚紙製のチップが付属しているが、より「貨幣らしさがある」同デザインのメタルコインが同梱/別売されていることもある。
  - カードスリーブ
カードを1枚ずつ保護する袋。タイトルによっては、専用のカードスリーブが同梱/別売されているものもある。カードを保護する目的以外にも、プレイに際し重ねたカードの分散を防ぐ目的のものもある。また極めて珍しい例ではあるが、カードの両面が効果の異なる「表」であり、どちらの面が現在の表であるかを示すために専用の不透明スリーブに入れるタイトルもある。
- 駒
ポーン
  - ポーン
円錐の頂点に球を付けたような形状の駒。チェスのポーンにも似た形状だが、造形はより簡易なこけし状のものが多い。
なおドイツ年間ゲーム大賞（Spiel des Jahres）受賞作を示すシンボルマークは、これらのポーンを模したもので通称も「ポーン」である。受賞部門によってポーンの色が使い分けられているため、この通称にも通常は色名が冠され、大賞は「赤ポーン」、子供ゲーム賞は「青ポーン」、エキスパート賞は「黒ポーン」と称される。「色名＋ポーン」の呼称は、それぞれの受賞作であることも示すためにも用いられることがある。
ミープル
  - ミープル (Meeple)
板を「大」字に型抜きしたような形状の駒。他ジャンルでは見られない独特の形状から、現代ボードゲームを象徴するシンボルと見做されることもある。人間を模した形状の板駒は以前から存在したが、広く「ミープル」と呼ばれる形状の駒を最初に用いたゲームは『カルカソンヌ（2000年）』とされる。しかし『カルカソンヌ』の説明書ではミープルと言う呼称を用いておらず、この呼称はアメリカ・マサチューセッツ州の『カルカソンヌ』プレイグループのメンバーであったアリソン・ヘンゼルが2000年11月に“My Peeple”の意味で両単語を融合させ使い始めた造語とされる[5]。
この『カルカソンヌ』の駒の形状を基本に様々な派生型が存在し、多くは『ワイナリーの四季』のように独特のシルエットを持つだけのものだが、特に『タイニーエピック』シリーズの駒は「手」に様々なアイテムを持つための窪み（とそれ用のアイテム）があり、これを「アイテミープル (ITEMeeples)」と名付け商標登録している。
多くは無地だが、イラストが印刷されたものや、ミープルに貼り付けるためのステッカーが付属しているものもある。
  - スタンディー (Standee)
広告用の等身大パネルスタンドなどから転じた語で、キャラクターの絵などが印刷された厚紙を台座に差し込んで立てたものを指す。
  - フィギュア
スズの兵隊やミニチュアゲームと同様の、台座と一体化した小型の立体模型。多くはプラスチック製で無彩色。特に決まった縮尺はないが、基本セットと拡張セットとで縮尺を揃えている他にも、同じ世界観のミニチュアゲームなどシリーズ作品の駒と兼用・流用できるよう縮尺を揃えているものもある。
駒としての識別が可能であれば、彩色の有無はゲームプレイに直接影響しないが、無彩色のものを着色する愛好家も見られる。
  - アクリルフィギュア
透明のアクリル板にイラストを印刷し、（大抵は同素材の）アクリル板の台座に差し込んで立てたもの。日本語では「フィギュア」と呼称されることが多いが、形状はスタンディーに近い。
- インサート / オーガナイザー
パッケージの箱に内容物一式を整頓して収納するための仕切り。
- トレイ
ダイスや駒やカードを用いるタイトルの中には、プレイ中のダイスや駒や山札の散乱を防ぐため、専用トレイが付属しているものもある。
また内容物の破損や紛失を防ぐため、蓋や内容物一式を固定収納できるトレイ（ブリスター）を採用しているタイトルもある。特にフィギュアのように破損しやすい内容物を用いるタイトルでよく見られる。それらの中にはプレイ準備と後片付けに配慮し、複数個の小型トレイがパッケージの箱に隙間なく収まるよう設計されているものもある。
- カード・セパレーター
カード収納時に、カードを種類ごとに分別するために使われる仕切り。
- カード・ケース、カード・ストレージ
カードを収納するための箱。主に容量によって呼び分けられ、100枚程度であればカード・ケース（あるいはデッキ・ケース）、およそ400枚以上を収納できるものはカード・ストレージ（あるいはストレージ・ボックス）等と呼ばれる。
- カード・スタンド / カード・ホルダー
プレイ中に手札や山札となるカードを保持する台。手札を保持する台と山札を保持する台は異なる形状をしているが、いずれも呼称としては両者が混在している。また山札を保持する台は「カード・トレイ」「デッキ・スタンド」等と呼ばれることもある。
- 衝立
プレイヤーの手元を隠すための仕切り。タイトルによっては各プレイヤーが所有するチップやタイル、カウンター等が非公開情報となるため、ゲーム終了時までそれらを他プレイヤーから隠すために用いられる。また、内側にルール等が書かれたサマリーを兼ねたものもある。
- 巾着袋
カードではない駒やチップ、タイル等をランダムに選択するために用いる、それらを収納できる不透明の袋。

- ダイスタワー
ダイスを振る際の不正を防ぐために用いる、筒状の容器。内部に傾斜の付いた板を数枚程度付けており、筒に振り入れたダイスがこの傾斜に沿ってS字に流れ落ちることで無作為の出目を得ることができる。専用のダイストレイが付属したり、ダイストレイと一体化したものもある。
- アクセサリ
なくてもプレイに支障はないが、あると便利な別売品の総称。プレイマットやダイスタワーなどが代表例。
- アップグレード
標準的な内容物とは別に用意され、それらと置き換えつつもゲーム性には影響しない「より豪華に作られた」内容物の総称。具体的には、厚紙製コインと置き換えるためのメタルコイン、厚紙製トークンと置き換えるための木駒、厚紙製タイルと置き換えるための木製タイルやタイルに描かれたイラストを立体模型化した「3Dタイル」、抽象的な造形の駒と置き換えるためのより精密な造形のフィギュア、などが代表例。頻繁に手にするため劣化しやすい厚紙製のチップを置き換えるもの、スタンディーや抽象的な造形の駒を置き換えるものなどがよく見られる。多くはサードパーティー製だが、公式が拡張セットの一種として販売しているタイトル（『サイズ 大鎌戦役』『テラフォーミング・マーズ』等）もある。
また、ゲームプレイに必要な一式が全てアップグレードされた「豪華版」が限定販売されたタイトル（『カタンの開拓者たち』『パンデミック』等）もある。
- ミニ拡張
拡張セットの中でも特に、内容物の数量が少なく簡易包装された安価なもの。厳密には内容物ではないが、便宜上本項に記述する。
そのタイトルのゲームプレイに小さな変化を齎す追加品（モジュール）で、単品でのプレイは不可。具体的には追加のカードやタイルや駒など（とセットによっては簡単な追加ルール）が、チャック付きポリ袋やブリスターパックなどの簡易包装に封入されている。
タイトルや内容物によって、単品販売されているものと、複数種類のミニ拡張（モジュール）を封入した状態で（ミニではない通常の）拡張セットとして販売しているものとがある。後者の場合、ゲームへの追加導入はミニ拡張（モジュール）ごとに別々に可能なものが大半だが、「拡張Aを導入していないと追加できない拡張B（拡張B単品では基本セットに追加できず、拡張Aと拡張Bを必ず同時に追加しなければならない）」のような「既存の拡張セットに更に追加するタイプの拡張セット」が含まれることもある。
- ビッグボックス
特定のタイトルの基本セットと拡張セットの内容物全てをまとめて収納できる、大型の収納ボックス。厳密には内容物ではないが、便宜上本項に記述する。
主に内容物にある程度の量と種類があり、かつ複数の拡張セットが発売された人気タイトルで発売される傾向がある。ゲームの内容物を整理して収納できるトレイやインサート類も同梱されているが、ゲーム本体の同梱はタイトルによって異なり、基本セット一式といくつかの拡張セットが同梱される場合（『カルカソンヌ』『イスタンブール』等）、拡張セットの一種として一部の拡張セットのみ同梱される場合（『テラフォーミング・マーズ』、『ワイナリーの四季』初回限定版等）、基本セットも拡張セットも同梱されず空箱とトレイやインサート類のみの場合（『サイズ 大鎌戦役』、『ワイナリーの四季』通常版等）がある。また基本セット一式と拡張セットを同梱した同等のものが周年記念版として発売されたタイトルもある（『ビッグシティ』『アグリコラ』）。

## メカニクス
これらシステム構造による分類はユーザー間で自然発生的に広まった区分で、明確な規定や決まった呼称があるわけではない。Stuart Woodsは著書で以下※印のついた6つを代表例としている。ゲームによっては複数のメカニクスを兼ねているものもある。代表的な作品についてはボードゲーム、ドイツ年間ゲーム大賞、ドイツゲーム大賞記事中での紹介リストも参照のこと。
- ピース配置 / タイル配置 ※
イラストが描かれたタイルやカード等のピースをランダムに、あるいは任意の場所に配置するゲーム。配置に条件がある場合、配置の条件を満たさなければ無得点になったりゲームに敗北するなどの不利が課せられる。
トランプ・ゲームの山札のように配置前のピースを全プレイヤーが共有するタイプと、トレーディング・カード・ゲームのように配置前のピースを各プレイヤーが個々で（手駒あるいは手札と言う形で）所有するタイプとがある。またピースの配置先を全プレイヤーで共有するタイプと、各プレイヤーが個々で所有するタイプとがある。いずれもゲーム開始後に各プレイヤーの手番でピースを追加配置する。
基礎のゲーム盤を持たず配置したタイルが全プレイヤー共有のゲーム盤を形成するタイプ（『カルカソンヌ』等）と、全プレイヤーが共有する基礎のゲーム盤上に個々のピースを配置するタイプ（『ブロックス』等）、各プレイヤーが個々のゲーム盤上にピースを配置するタイプ（『ヨット』『枯山水』等）とに分かれる。
  - モジュラー・ボード
ゲームの準備としてピースやタイル（モジュール）をランダムに配置し、それをゲーム盤として用いるゲーム。プレイ毎にゲーム盤が変化するため、繰り返しプレイしても飽きにくい。ゲーム終了時までピースの配置に変化がないタイプ（『カタンの開拓者たち』等）と、ゲーム中に一定の条件下でピースの配置が変化するタイプ（『ラビリンス』『サバイブ！（アイランド！）：アトランティスからの脱出』等）とがある。
    - テックツリー
主に技術（テック、テクノロジーの略）や文明の発達をモチーフとしたタイトルのうち、全プレイヤーに影響を持つ特殊効果を系統図（ツリー）状に表した管理ボードが用意されており、選択したルートによってアクション制限やエンジンビルドの構築等、ゲーム全体の戦略に大きな影響を与えるもの。具体的な特殊効果はカードやタイルをランダムに配置し決定するモジュラー・ボード型のものも多い。
『ビヨンド・ザ・サン』等

  - エリア・マジョリティ / エリア・コントロール ※
全プレイヤー共有のゲーム盤に手駒を配置し、その配置によって「陣取り」を行なうゲーム。手駒は自陣を示す目印であり、特定の条件を満たした場合のみ手元へ戻る。エリアの獲得によって直接的な恩恵を得るタイプを「エリア・マジョリティ」、間接的な恩恵を得るタイプを「エリア・コントロール」と称することが多いが、両者の言葉の定義は曖昧である。
『カタンの開拓者たち』『カルカソンヌ』等
    - （エリア）エンクロージャ
ピースを配置し特定のエリアを囲い込む（エンクロージャ）ことで、囲い込んだエリアに特殊効果を与えるゲーム。対戦相手のピースを排除（『囲碁』『オセロ（リバーシ）』等）、別種のピースの配置条件（『アグリコラ』等）等がある。
    - ルート構築 / ネットワーク形成
各プレイヤーが個々のスタート地点から中間地点やゴール地点までの路線（ルート、あるいはネットワーク）を構築するゲーム。経路は分岐しても構わないが、自身の経路は必ず全て繋がっていなければならず、他プレイヤーが確保した経路は跨げないと言う特徴がある。このため自身の経路を繋ぐことは、同時に他プレイヤーへの妨害行為となる。
『ツイクスト』『チケット・トゥ・ライド』等
    - ワーカー・プレイスメント ※
ゲーム盤に「ゲーム内行動」を示すマスが描かれており、そこへ手駒（ワーカー）を配置（プレイス）することで行動を予約決定するゲーム。他プレイヤーが手駒を置いたマスには、手駒を置けなくなるか手駒を置く条件が追加される「陣取り」の要素を持つ。プレイヤー全員が手番が終えると、ラウンド終了処理の一環として行動が実行され手駒が手元へ戻る。
『アグリコラ』等
      - ロール・セレクション
手駒にいくつかの種類があり、手駒の種類によって行動が制限されたり異なる効果を持ったりするもの（ロール）を、自分のターン毎や他プレイヤーのアクションに対応して選ぶ（セレクト）ことでアクションやプレイに影響を及ぼすゲーム。
      - ロンデル
「ゲーム内行動」を示すマスが円環状（ロンデル）に描かれており、そこへ配置した手駒を一定方向に移動させ行動を決定するゲーム。「逆走」できず、所定の数マスまではノーコストで移動できるが、それ以上の移動には追加コストが必要となるものが多い。
ロンデル（rondel）とはフランス語で「小さな円」の意味。

  - ダイス・プレイスメント
ダイスを振り、所定の場所に配置（プレイス）することで行動や能力を決定するゲーム。ダイスを手駒として用いるワーカー・プレイスメントや、ダイスを個々のゲーム盤に置くタブロー・ビルドなどがある。
  - ピック・アンド・デリバリー
ゲーム盤上のある場所に置かれたピースを入手（ピック）し、別の場所へ輸送（デリバリー）するゲーム。あらかじめ決められた輸送ルートからプレイヤーが任意のルートを選択移動するタイプと、何もないゲーム盤に輸送ルートをプレイヤーが作っていくルート構築を兼ねたタイプとがある。貨物輸送や旅客輸送などをモチーフとしたものが多い。
『蒸気の時代』等

- リソース・マネジメント
ゲーム内で所有する資産（リソース）を、プレイヤー自身が管理（マネジメント）することがプレイの重要な位置を占めるゲーム。多くの場合、行動の選択肢そのものは多様だが、行動に伴う必要コストによって選択に事実上の制限を受けるため、所有するリソースを如何に割り振るかが重要となる。
  - 拡大再生産
所有するリソースを投資して収入を得、さらにその収入をリソースとして投資する……と言う手順を繰り返し、資産を拡大するゲーム。
『街コロ』等
  - ハンド・マネジメント（手札管理）
場や山札、他プレイヤーなどから手札を引き、使ったり捨てたりして手札を入れ替え枚数を調節するなど、非公開の手札（ハンド）を管理（マネジメント）することがプレイの重要な位置を占めるゲーム。
『麻雀』等
    - ゴーアウト系 / シェディング系
主にカードゲームにおいて、手札を全て出し切り（ゴーイング・アウト）、手札を無くす（シェディング）ことが勝利条件となるゲーム。手札を出せる条件によって、色や数字が場札と一致する場合のみ出せる「マッチング」（『ウノ』等）と、色や数字が場札より強い場合のみ出せる「ラダークライミング」（『大富豪』等）とに分かれる。
    - セット・コレクション ※
ピースを収集（コレクション）し、「特定の組み合わせ（セット）」による「役」で有利な状況を作り出すゲーム。
『アズール』等
      - パターン・ビルド / パターン・ビルディング
収集したピースで、あらかじめ決められたパターンを構築（ビルド）する、セット・コレクションとピース配置を兼ねたゲーム。アイテムを収集するだけでは「役」とは見做されず、事前に決められた配置パターンを手元で完成させて初めて「役」となるパズル要素が含まれている。
『サグラダ』等

  - ○○・ドリブン
ゲームの進行に○○を主体的に用いるゲーム。ドリブン（driven）は英語で「駆動」を意味し、○○の部分にはカードやダイス等の語が入り、ゲームを進行させる主な手段として○○を用いることを示す。
    - カード・ドリブン
ゲーム進行においてカードを主体とするゲーム。カード・ゲームとの違いは、カード以外の要素が比較的強く作用するものも含まれる点である。またデッキ・ビルドとの違いは、必ずしもデッキを構築するとは限らない点である。
    - ストーリー・ドリブン
ゲーム進行においてストーリーを主体とするゲーム。提示された謎をプレイヤーが解きストーリーを進める、テーブルトークRPGに近いゲームだが、ストーリーの進行は「審判」ではなく「ルール」によって判定される、よりシステマチックなゲームである。

  - エンジン・ビルド / エンジン・ビルディング
アクションやアイテムの持つ特殊効果等を組み合わせ、高い相乗効果を持つコンボ（エンジン）を構築（ビルド）することがプレイの重要な位置を占めるゲーム。ゲーム本来の目標は別に用意されており、コンボの構築はあくまで目標の達成効率を上げる手段である。そのためセット・コレクションと異なり、組み合わせそのものや組み合わせの条件、組み合わせによる追加点等はルールでは規定されていない。コンボによりプレイが有利に進行できる様を「エンジン駆動」に例えた呼称で、同様の用法はトレーディング・カード・ゲームにおいても見られる。
デッキ・ビルドの一種とされることもあるが、『ウイングスパン』のように自身のデッキを持たないエンジン・ビルドも存在し、厳密には「様々な種類のエンジン・ビルドの中にデッキ・ビルドが含まれる」である。
    - プール・ビルディング
プレイヤーのアクションはカードやチップ等のランダム要素を持つピースを用いて決定されるが、それらのピースをプレイヤーが個々で非公開で保持（プール）しており、そこに新たなピースを追加したり不要なピースを除外したりして洗練し、より強いプールを構築（ビルド）することがプレイの重要な位置を占めるゲーム。
      - デッキ・ビルド / デッキ・ビルディング / デッキ・マネジメント
カードによってアクションを決定するゲームのうち、手札となるカードとは別に「自分専用の山札（デッキ）」を持ち、ゲーム中に獲得した新たなカードを山札へ追加したり、山札から不要なカードを取り除いたりすることで、保持するカードを洗練し「山札の内容を構築（ビルド）あるいは管理（マネジメント）」を行うことがプレイの重要な位置を占めるゲーム。ゲーム開始時には基本となる所定のカードで構成された山札を用いるが、概ね目標を達成するには非効率的な構成であるため、ゲーム中により効率的なカードを獲得し非効率的なカードを除去することが不可欠となる。
トレーディング・カード・ゲームをヒントに『ドミニオン』で初めて導入されたメカニクスで、『ドミニオン』を始め多くのタイトルではデッキをプレイしながらデッキの中身に手を加えるため、トレーディング・カード・ゲームで言えば「デッキ圧縮」や「ライブラリー操作」に近い。ただし『グルームヘイヴン』や『チャレンジャーズ！』のように、デッキのプレイとデッキの調整が切り分けられた、トレーディング・カード・ゲームの「デッキ構築」や「サイドボーディング」に近いタイプも存在する。
      - バッグ・ビルド / バッグ・ビルディング / バッグ・マネジメント
チップやダイス等と言ったピースによってアクションを決定するゲームのうち、手札となるピースとは別にピースの入った自分専用の袋（バッグ）を持ち、ゲーム中に獲得した新たなピースを袋へ追加したり、袋から不要なピースを取り除いたりすることで、保持するピースを洗練し「袋の中身を構築（ビルド）あるいは管理（マネジメント）」を行うことがプレイの重要な位置を占めるゲーム。デッキ・ビルドとほぼ同義だが、カードのようなシャッフルが物理的に不可能な（ため、無作為抽出すべく袋に入れる必要がある）チップやダイス等で同等の行為を行うゲームに用いられる語。
『オルレアン』『ウォーチェスト』等
        - ダイス・ビルド / ダイス・ビルディング
バッグ・ビルドの中でも、特にダイスに限定した呼称。

    - タブロー・ビルド
プレイヤーが個々で用いるゲーム盤（「タブロー」と俗称される）上にカードやピース等を置き、公開されている自身の場をプレイヤーが個々で構築（ビルド）することがプレイの重要な位置を占めるゲーム。構築した場は、以降のプレイヤーのアクションやゲームの目標に影響する何某かの特殊効果を持つ。
デッキ・ビルドやバッグ・ビルドとの違いは、「デッキの中身」や「バッグの中身」と言った不確定要素の構築ではなく、既に場に置かれ確定した要素に新たな要素を追加し場を構築する点である。
またセット・コレクションは「ピースそのものに特殊効果はない（ことが多い）」「場を構築することが目標」「組み合わせがルールで規定されている」が、タブロー・ビルドは「ピース単体で特殊効果を持つ」「場を構築することが手段」「組み合わせそのものにルールの規定はない」と言う違いがある。ただしタブロー・ビルドとセット・コレクションを兼ねたタイトルも存在する。
なおタブローを用いないもののプレイヤーが自身の場を構築するゲームについては、タブロー・ビルドに含むとする意見と含まないとする意見とに分かれている。

  - バースト
各プレイヤーがカードやダイスなどのピースを保持するゲームで、ピースに基づいた数値が特定のタイミングで規定値以上だった場合にペナルティを受けるゲーム。具体的には、手札の枚数が規定以上だった場合に手札を減らす（『カタンの開拓者たち』等）、手札の数値の合計が規定以上となった場合に手札を減らす、ダイスを振った合計値が規定値以上だった場合に手番が無効化する（『キャントストップ』等）、等と言ったものがある。
ペナルティを回避するには、ピースの数や内容を調整するリソース・マネジメントが必要となる。

- 交渉 / 取引 ※
所有するアイテムや場に公開されたアイテム、未来の行動などに対して、他プレイヤーと取引や交渉など友好的な駆け引きを行い、ゲームに有利な状況を自ら作り出す言動がプレイの重要な位置を占めるゲーム。
『ボーナンザ』等
  - オークション ※
場に公開されたアイテムを、プレイヤー同士の「競り」によって収集するゲーム。アイテムに他者より高い価格を付ける通常のオークション形式の他に、全員が希望額を一斉公開し最高額を付けたプレイヤーが落札する「ブラインド・オークション」と呼ばれる形式もある。収集したアイテムを「部品」として組み合わせ、「完成品」の作成を目標とするセット・コレクションを兼ねたものも多い。
『ハゲタカのえじき』『ラー』等
  - 価値変動 / 投資 / 相場 / 市場操作
ゲーム内で条件によって価値変動が起きるアイテムを売買し、利益を得るゲーム。株取引や会社経営などをモチーフとしたものが多い。
『アクワイア』『モダンアート』等

- すごろく
各プレイヤーがダイス（サイコロ）を振ったりルーレットを回したりカードを引いたりし、出た数値分だけコマを進める競走ゲーム。進むマス数をある程度自己調節できるタイプ（『ウサギとハリネズミ』等）もある。
ゴールを目指す以外の仕組みが組み込まれているものも多く、特定のコマと「鬼ごっこ」を行うタイプ（『ねことねずみの大レース』『おさかなクン』等）、特定のマスに止まることで利害が発生するタイプ（『モノポリー』『アベ・カエサル』『冷たい料理の熱い戦い』等）、NPCコマの順位を予想するレースゲーム（『ロイヤルターフ』等）等が見られる。
  - タイム・トラック
行動順を管理する双六状のマス（タイム・トラック）があり、“ゴール地点”から最も遠いプレイヤーが手番を得るゲーム。手番を行うことで行動順マスを進むが、それでもなお“ゴール地点”から最も遠い場合、手番を続けて行える。多くの場合、行動順マスの進行度は自己調整でき、また特定マスを最速で通過するとボーナスを得られる。
『パッチワーク』『東海道』等

- トリック・テイキング
主にカードを用いて簡単で小規模な勝負（トリック）を繰り返し行い、勝利点を稼ぐ（テイキング）ゲーム。勝利点を規定の点数まで稼ぐか、規定回数だけトリックを繰り返し最も勝利点を稼いだプレイヤーが勝者となる。
『ザ・クルー』等

- チキン・レース
プレイヤーに挑戦権が与えられ、挑戦を続けるほどハイリスク＆ハイリターンになるゲーム。多くの場合、挑戦に失敗するとリターンが没収されたうえで手番が終了する。
『キャントストップ』等

- アクション・ゲーム
物理的なスピードやテクニックがプレイの重要な位置を占めるゲーム。
『カロム』『おばけキャッチ』等

- メモリー・ゲーム / 記憶力
非公開情報の一時的な公開、口頭での宣言などを“記憶しておくこと”がプレイの重要な位置を占めるゲーム。
『神経衰弱』『魔法のラビリンス』等

- 言葉遊び / 大喜利
特定のテーマに沿った言葉選びがプレイの重要な位置を占めるゲーム。ユーロゲームの場合、ランダムに選ばれたテーマから連想する言葉を当てるものや、特定の言葉が描かれたカードをランダムに抽出して組み合わせるものが多い。特に後者は、抽出された言葉の組み合わせによって笑いを生むことがあり、笑いをテーマにしたタイトルや、本来のゲーム目的を差し置いて参加者を笑わせようとするプレイも多々見られることから、言葉遊びによって他人を笑わせると言う意味で「大喜利」と呼ばれることがある。
『ワードバスケット』『ワードウルフ』『キャット＆チョコレート』『たった今考えたプロポーズの言葉を君に捧ぐよ。』等

- ドローイング
絵や図を描くことが重要な位置を占めるゲーム。描いた絵を当てる予想/推理タイプが多いが、図を描いて組み合わせるパズルタイプも見られる。
『テレストレーション』『ピクチャーズ』等

- 予想 / 推理
公開された情報を元にした、各プレイヤーの予想や推理がプレイの重要な位置を占めるゲーム。プレイヤーの1人が一定の条件下で他のプレイヤーに情報を伝えるタイプ（『ディクシット』等）、一部のみ公開された情報から論理的に推理するタイプ（『ドメモ』等）、ランダム性を完全に排したアブストラクトゲーム（『クアルト』『GIPF』等）とがある。
心理戦との相違点として、客観的な「正解」や「最善手」が重視される点が挙げられる。またプレイヤー同士が対戦しないタイプも見られる。
  - 論理パズル
提示された要素やいくつかの条件に基づき、論理的な予想や推理によって「正解」や「最善手」を導き出すタイプのパズルゲーム。「正解」に対応する設問があらかじめ用意されたタイプ（『ライナー・クニツィアの頭脳パズル』等）、「正解」へ至る複数のヒントを組み合わせた設問が専用アプリで生成できるタイプ（『厄介なゲストたち』等）、設問が存在せず完全にランダムな要素から「最善手」を推理するタイプ（『ハイパーロボット』等）とがある。

- 心理戦
ゲームシステムそのものは比較的単純で、必ず複数人で対戦プレイし、対戦相手の言動の予測や自身の言動がプレイの重要な位置を占めるゲーム。
予想・推理との相違点として、「対戦相手の個人的なプレイ傾向」の影響を顕著に受けるため「必勝法」が存在せず「対戦相手との駆け引き」が重視される点が挙げられる。
また交渉・取引との相違点として、対戦相手の利益を考える必要はなく、対戦相手の裏をかいたり嘘を吐いたりすることがルールとして許容される点が挙げられる。
『ガイスター』『ニムト』等
  - ブラフ
ブラフとは英語で「はったり」の意味。対戦相手の判断を誤らせる言動がプレイの重要な位置を占めるゲーム。タイトルそのものに『ブラフ』と付けられたゲームも存在する。
『チャオチャオ』等
  - 正体隠匿
各プレイヤーに「役目」が割り振られ、役目に割り振られた特殊能力や秘匿情報を駆使して、役目を隠しつつ駆け引きを行い、その役目に設定された勝利条件を目指すゲーム。プレイヤーの役目が判明すると、プレイに不利となったり勝敗が決したりするものも多い。
マーダーミステリー系、『汝は人狼なりや?』等
  - バッティング
手札を用いるゲームで、全員が一斉に手札の1枚を公開し、公開した手札が他プレイヤーと被った場合、手札の効果が無効となるゲーム。
公開した手札は無効になっても使用済みと見做されるため、他プレイヤーと手札が被ることは手札の「出し損」であり、これを回避するには他プレイヤーが出す手札の読み合いと言った駆け引きが必要となる。
  - ドラフト
場に公開されたり各プレイヤーに配られたりしたアイテムを、選択肢が無くなるまで全プレイヤーが順に選び取るゲーム。
    - クローズ・ドラフト
主に特殊効果を持つアイテムを手札とするゲームにおいて、他プレイヤーに見せない（クローズ）ように配られた手札から一枚選んで残りを他のプレイヤーへ順に渡し、手札を再配分するドラフト。トレーディング・カード・ゲームにおいて「ブースター・ドラフト」と呼ばれる形式。通常は全プレイヤーが手札を同数持って同時に行うが、ドラフトする手札を持つプレイヤーが一人だけのタイプも存在する。
ゲームの準備として最初に配られたランダムな手札を、この方式でドラフトする（ことによって手札の偏りによる序盤の差を緩和する）ことを、選択ルールとして採用しているタイトルもある。
    - オープン・ドラフト
場に公開（オープン）されたアイテムがなくなるまで、各プレイヤーが順に選び取るドラフト。トレーディング・カード・ゲームにおいて「ロチェスター・ドラフト」と呼ばれる形式。
また場のアイテムを手番プレイヤーのみが選び取り、次の手番前に場のアイテムを補充したうえで手番を交代するタイプも「オープン・ドラフト」と呼ばれる。

- 同時アクション選択 / アクション事前決定
全プレイヤーがアクションを非公開で決定し、全員のアクションが決定したところでそれを同時に公開するゲーム。多くのタイトルではアクションに優先順位が付けられており、公開されたアクションに応じて順に処理される。タイトルによっては他プレイヤーのアクションの影響を顕著に受けるため、それを予想/推理することがプレイの重要な位置を占めるものもある。
『ニムト』のような単純なものから、発展形と言えるブラインド・オークションやヴァリアブル・フェイズ・オーダー等、様々な形で見られる。

- ユニークカード
主に特殊効果を持つカードを用いるゲームにおいて、カードに唯一無二（ユニーク）の固有名が付けられ、完全に同一のカードが存在しないもの。ただしタイトルによっては、カード名やイラスト等は異なるが、ゲーム上の効果が完全に同一のカードを含むこともある（トレーディング・カード・ゲームでも同様の例がある）。またカードに通番が付けられているタイトルも存在する。

- ヴァリアブル・プレイヤー・パワー / 固有能力
各プレイヤーに、それぞれ異なる特殊能力が与えられるゲーム。特定の条件下においてボーナスを得たり、通常は許可されない行動が許可されたりする。ゲームによってはそれらの代償として特定の条件下において不利な制限が加わったりすることもある。与えられた能力によって戦略が変化するため、繰り返しプレイしても飽きにくい。
予め用意された“テンプレート”をゲーム開始時に各プレイヤーに割り振る形で与えるものが多い。正体隠匿や協力ゲームにおいて「役目」「役職」等として組み込まれている他、ストーリーや背景が作り込まれたゲームで個性的な「キャラクター」「種族」「組織」等と言った形で組み込まれたパターンが見られる。
『コズミック・エンカウンター』等
また、プレイの準備として特殊効果を持つ手札を配り、プレイ中に新たな手札を得る機会はなく、最初に配られた手札の効果のみ利用できると言ったタイプも存在する（『アグリコラ』『テラフォーミング・マーズ拡張プレリュード』等）。このタイプの場合、利用できる能力と戦略が複数の手札の組み合わせによってより多彩に変化する。

- ヴァリアブル・フェイズ・オーダー
ゲームは段階的（フェイズ）に進行するが、プレイするフェイズが一定でなくラウンド毎に変化するゲーム。フェイズによって実行できるアクションが決まっているため、ラウンド毎に実行できるアクションが変化するゲームとも言える。ラウンド開始時に「どのフェイズをプレイするか」を決定するフェイズが用意され、各プレイヤーの選択によってそれらが決定する。選べるフェイズは1名に付き1つで、全てのプレイヤーが選ばなかったフェイズはプレイされず、誰かが選んだフェイズは全プレイヤーがプレイできるが、そのフェイズを選択したプレイヤーはボーナスを得られる。
手番プレイヤーがフェイズを選んで全員が実行するタイプ（『プエルトリコ』等）と、全員が同時にフェイズを選び選ばれたフェイズのみを順に実行するタイプ（『レース・フォー・ザ・ギャラクシー』等）とがあり、タイトルによっては「他のプレイヤーが選んだフェイズは選べない」「同じフェイズを続けて選べない」等フェイズ選択に制限が設けられることもある。
具体的には、1ラウンドがABCDEの5フェイズで構成され、プレイヤー1がAを、プレイヤー2がDを、プレイヤー3がEを選んだ場合、全てのプレイヤーがAとDとEをプレイでき、残るBCは誰もプレイできない。Aフェイズではプレイヤー1が、Dフェイズではプレイヤー2が、Eフェイズではプレイヤー3が、そのフェイズを選んだことによるボーナスをプレイ時に得、その他のプレイヤーはボーナスを得ない。
次のラウンドで、プレイヤー1と3がCを、プレイヤー2がAを選んだ場合、前ラウンドのフェイズ選択やプレイされたフェイズは関係なく、全てのプレイヤーがAとCをプレイでき、BDEはプレイできない。また2名がCフェイズを選んだが、1ラウンド中にCフェイズをプレイできる回数は1回のみである。前ラウンドで誰がどのフェイズのボーナスを得たかに関係なく、Aフェイズではプレイヤー2が、Cフェイズではプレイヤー1と3が、それぞれボーナスを得る。
なお、このメカニクスを最初に取り入れた『プエルトリコ』は手番プレイヤーが選んだフェイズを全員が実行するタイプで、手番が一巡するまで他プレイヤーが選んだフェイズは選べない。これにエリア・マジョリティを組み合わせた『ケイラス』がワーカー・プレイスメントの祖となった[6]。

- ヴァリアブル・ターン・オーダー / 行動順変動
最初に行動順（ターン）を決めるフェイズが設けられ、以降はそこで決められた順にアクションを実行するゲーム。
若しくは、親プレイヤーの自動交代がなく、交代のための専用アクションを実行したプレイヤーが以降のラウンドで親プレイヤーとなるゲーム。

- 非対称型（対戦）ゲーム
各プレイヤーがチームに分かれて対戦するが、所属チームによってチーム人数や勝利条件、行動制限などが異なるタイプのゲーム。
『スコットランド・ヤード』『カイジュウ・オン・ジ・アース』シリーズ等
- 協力（型）ゲーム / CO-OP
各プレイヤーに特殊能力を持つ「役目」が割り振られ、ゲームシステムによる状況悪化に対し、全プレイヤーが協力して目標達成を目指すゲーム。CO-OPはcooperativeの略で、主にFPSやTPS界隈で使われる他、一般には生活協同組合の意味で使われることも多い。
『アンドールの伝説』『パンデミック』等
- レガシー・システム / レガシー・ゲーム
通常はプレイするたびにリセットされるゲーム状況を「次回のプレイ」へ持ち越し、前回のプレイ結果を元にコンポーネントやルールに変更を加え、同じゲームを繰り返し遊びつつ連続したストーリーをプレイする「キャンペーン・プレイ」をシステムそのものに組み込んだゲーム。プレイの際、コンポーネントはストーリーで指定されたもののみ用い、ストーリーの進行に応じて段階的に変更する。リセットできないようコンポーネントに物理的な変更を加えるものや、キャンペーン終了後は遊べなくなるものも多い。
同様のメカニクスは既にテーブルトークRPGやウォー・シミュレーションゲームなどで運用されており、これをロブ・ダヴィオー（英語版）がボードゲームに取り入れた。当初は『リスク』『パンデミック』等の既存ボードゲームをレガシー化した作品が発売されたが、その後レガシー・システムを最初から組み込んだ『Sea Fall』『フルーツジュース』『グルームヘイヴン』等の作品も発売されるようになった。

- ペーパー・アンド・ペンシル / 紙ペンゲーム
いわゆる○×ゲームや海戦ゲームのように、プレイヤーの選択を筆記具で紙に書き込むゲーム。『ツイクスト』や『キャント・ストップ』のように、元々はペーパー・アンド・ペンシルだったが専用ボードなどの道具を用いるようリメイクされたタイトルもある。
なおペーパー・アンド・ペンシルには単に紙と筆記具（を使う）と言う意味合いしかないが、ダイスを用いるロール・アンド・ライトと混同されることも多い。また日本において「紙ペンゲーム」の呼称が広まったのは、2012年に出版されたすごろくや著の書籍[7]以降。
  - ロール・アンド・ライト / ダイス・アンド・ペン
あらかじめマス目や枠等が印刷された専用シートが各プレイヤーに配られ、ダイスを振り（ロール）ランダムに抽出された選択肢から、各プレイヤーが任意のものを選び筆記具（ペン）でシートに書き込む（ライト）ゲーム。提示される選択肢自体は全プレイヤー共通であるため、人数を問わずプレイできるのが特徴であり、ゲームによってはプレイ人数が1-99人あるいは1-100人とされているものもある。その性質上プレイヤー同士の相互干渉は少ないが、プレイヤー同士の相互干渉を重視したタイプや他プレイヤーが選んだ選択肢は除外されるタイプもあり、その場合はプレイ人数も一般的なボードゲームと同程度になる。
元ゲームでは用いられなかったり元ゲームの一要素に過ぎなかったダイスロールと専用シートへの書き込みを主体とするようリメイクされたゲームを指すこともある。
『パッチワーク ドゥードゥル』等
  - フリップ・アンド・ライト
あらかじめマス目や枠等が印刷された専用シートが各プレイヤーに配られ、カードをめくり（フリップ）ランダムに抽出された選択肢から、各プレイヤーが任意のものを選んでシートに書き込む（ライト）ゲーム。ロール・アンド・ライトとほぼ同義だが、ロールは「ダイスを振る」と言う意味のため、「カードをめくる」を意味するフリップと言う語が使われる。
『カートグラファー』等
  - ドロー・アンド・ライト
あらかじめマス目や枠等が印刷された専用シートが各プレイヤーに配られ、バッグに入ったチップやダイス等と言ったピースを引き（ドロー）ランダムに抽出された選択肢から、各プレイヤーが任意のものを選んでシートに書き込む（ライト）ゲーム。ロール・アンド・ライトとほぼ同義だが、ロールは「ダイスを振る」と言う意味のため、「（何かがたくさんある中から）引く」を意味するドローと言う語が使われる。
『ジャンヌ・ダルク：オルレアン ドロー&ライト』

- ダイス・ゲーム
ダイスを主体的に用いるゲーム全般のほか、元ゲームでは用いられなかったり元ゲームの一要素に過ぎなかったダイスロール（サイコロを振ること）を主体とするようリメイクされたゲームを指すことがある。
『カタンの開拓者たち ダイスゲーム』等
- カード・ゲーム
カードを主体的に用いるゲーム全般のほか、元ゲームでは用いられなかったり元ゲームの一要素に過ぎなかったカードでのプレイを主体とするようリメイクされたゲームを指すことがある。
『モダンアート カードゲーム』等
- デュエル / デュアル
1対1の決闘（デュエル）を主題としたゲーム全般のほか、2人（デュアル）プレイ専用のゲームや、元は3人以上でプレイするものを2人プレイ専用にリメイクされたゲームを指すことがある。本来「デュエル」と「デュアル」の意味は異なるが、両単語の語源が同一のため、ユーロゲームにおいてはほぼ同じ用法で用いられる。
『世界の七不思議 デュエル』等
- プリント・アンド・プレイ / PnP
内容物が個人で印刷可能な程度に画像データ化されたゲーム。プレイするにはユーザーが画像を元に内容物を自作する必要があり、タイルやカードや駒等の切り離しにハサミやカッター等を要する他、ダイスや筆記具などが別途必要となるタイトルもある。

- オートマ（Automa）
ゲームデザイナー集団「オートマ・ファクトリー」がデザインしたソロプレイ用対戦AI。対戦型としてデザインされたゲームを1人でプレイできるようにする仮想の対戦相手であり、対応ゲームにはパッケージ外箱にオートマ・ファクトリーのロゴが印刷され、オートマ専用ガイダンスが同梱される。タイトルによってはオートマの行動を決めるカード等オートマ専用の内容物が同梱されることもある。プレイヤー側にルール等の変更はなく、通常通りにプレイすれば良い。オートマの手番において、プレイヤーはガイダンスに則りオートマを行動させる。オートマは基本的にプレイヤーと同じルールに従うが、一部のルールは簡略化されている。またタイトルによってはオートマの難易度が数段階用意されており、プレイヤーの熟練度に対応する。
主にストーンマイヤー社から発売されたゲームに搭載されており、『ワイナリーの四季』で初めて導入され、『パッチワーク』『テラミスティカ』のようにオートマ非対応のタイトルにオートマを追加できる拡張セットが発売されたものもある。『ウイングスパン』基本セットのオートマ説明書によると、イタリア語で自動人形を意味する「オートマ」が由来。
また、オートマ・ファクトリーによらないソロプレイ用の仮想の対戦相手をシステムに導入したタイトルもある。それらの仮想の対戦相手には独自の名称が付けられているが、オートマと俗称されることがある。

## 代表的なデザイナー
シド・サクソン（Sid Sackson、アメリカ、1920年 - 2002年）「アクワイア」「キャントストップ」「メトロポリス」「マロニーの遺産」
アレックス・ランドルフ（Alex Randolph、アメリカ、 1922年 - 2004年）「ガイスター」「ハゲタカのえじき」「ザーガランド」「イースター島」
ライホルト・ウィティヒ（Reinhold Wittig、ドイツ、1937年 -）「ドクターファウスト」「クラクラ」「叔母の遺産」「カバの子供にエサをあげよう」
ヴォルフガング・クラマー（Wolfgang Kramer、ドイツ、1942年 -）「ニムト」「エルグランデ」「ミッドナイトパーティー」「ティカル」「トーレス」「アンダーカバー」
アラン・ムーン（Alan.R.Moon、イギリス、1951年 -）「エルフェンランド」「ユニオンパシフィック」「カピトール」「アムレット」「チケット・トゥ・ライド」
クラウス・トイバー（Klaus Teuber、ドイツ、 1952年 - 2023年）「カタンの開拓者たち」「貴族の務め」「ドリュンター・ドリューバー」「バルバロッサ」
ハインツ・マイスター（Heinz Meister、ドイツ）「オールザウェイホーム」「ザップゼラップ」「ディスクショット」
ライナー・クニツィア（Reiner Knizia、ドイツ、1957年 -）「アメン・ラー」「チグリス・ユーフラテス」「ロストシティー」「砂漠を越えて」「ラー」「サムライ」
シュテファン・ドラ（Stefan Dorra、ドイツ、1958年 -）「イントリーゲ」「バケツくずし」「1号線で行こう」「ロバの橋」
アンドレアス・ザイファルト（Andreas Seyfarth、ドイツ、1962年 -）「プエルトリコ」「サンファン」「マンハッタン」
ミヒャエル・シャハト（Michael Schacht、ドイツ、1964年 -）「王と枢機卿」「ジャンク」「パリス」「コロレット」
ウヴェ・ローゼンベルク（Uwe Rosenberg、ドイツ、1970年 -）「ボーナンザ」「マンマミーア!」「アグリコラ」「ルアーブル」
フリーデマン・フリーゼ（Friedemann Friese、ドイツ、1970年 -）「G7」「電力会社」「看板娘」「ファウナ」

## 日本の状況
日本では、1970年代から1980年代にボードゲームとしてのウォー・シミュレーションゲームが模型ファンに紹介されたことをきっかけに、遊び応えのある新しいスタイルのボードゲーム・カードゲームというものが日本でも発売されるようになった。エポック社やツクダ、バンダイなどからアメリカ製のボードゲームのルール翻訳版が発売されたり（『アクワイア』、『ディプロマシー』、『フンタ』など）、日本オリジナルのボードゲームも多数製作されていたのだが（『超人ロック』（黒田幸弘）、『魔法帝国の興亡』（大貫昌幸など）、この頃にはドイツ独自のボードゲーム市場自体が未成熟な状態であり、『スコットランドヤード』などのごく一部の例外を除いて日本に紹介されるユーロゲームはほとんどなかった。
しかし、1990年代に入ると日本ではボードゲームの氷河期にあたる時代になり、ボードゲームと言えば、将棋やリバーシなどの古典を除くとモノポリーや人生ゲーム程度しかない状況が続いていた。かつて発売されていた「遊び応えのある新しいスタイルのボードゲーム・カードゲーム」もウォー・シミュレーションゲームのように書籍流通にシフトすることもできなかったため輸入品さえ国内では入手困難な状況となる。
そんな中、1993年に東京にボードゲーム専門店「メビウスゲームズ」が創業。数多くのユーロゲームを輸入し、日本語翻訳ルールを添付しての販売をはじめ、ボードゲーム文化をかろうじてつなぎ止めることとなる。
1995年にドイツ本国で『カタンの開拓者たち』が発売され大ヒットする。その話題がTCGやTRPGなどを嗜んでいた日本のアナログゲームユーザーたちにも広まり、このことから「ドイツのボードゲーム」の認知度がにわかに高まった。その流れに乗って、テーブルトークRPG雑誌でユーロゲームの紹介(この時点では「ドイツゲーム」の呼称が用いられていた)が行われるようになり、アナログゲームを扱うホビーショップやインターネット上の通信販売サイトなどでは日本語翻訳ルールをつけた海外ゲームの輸入販売が行われるようになった。この時期に上記のメビウスゲームズは「メビウス訳付きゲーム」を他のホビーショップにも委託販売することを始めた。これらのことから「日本語翻訳つきゲーム」のユーザーの入手しやすさは序々に広がっていき、多数のユーロゲームを日本人でも遊べる環境が整えられた。
21世紀に入ってからはルールだけでなくコンポーネントから日本語化した「完全日本語版」のユーロゲームの販売や、日本人の手による「ユーロスタイルのアナログゲーム」が作られるようにもなってきている。それらには海外のゲームショウに出展されたものや、海外で商業製品化された同人ボードゲーム（『ラブレター』『コーヒーロースター』等）もある。ボードゲーム専門誌も商業ベースで発刊されるようになった(『ボードゲーム天国』、『AGマガジン』、『Role&Roll』)。2008年には BS日本でボードゲーム紹介番組「The ゲームナイト」が放映され、映像マスメディアへの露出も始める。2011年の東日本大震災の影響からの節電ブームでは「コンピュータゲームと違って電気を使わない」という視点から一般メディアにユーロゲームが注目され、日経新聞やNHKが取材をしたこともある。
これらのユーロ・ドイツスタイルのアナログゲームは趣味人向けにホビーショップ中心に流通されており、玩具店や量販店などでの流通は弱いのが現状でもある。ユーロゲームが本来遊び手として想定しているようなファミリー層に対するアピールが出来てないという指摘もある。
なお日本以外のアジア圏においての状況としては、2000年代に韓国と中国で「ユーロスタイルのアナログゲーム」のブームが起こっており、現在では80後の世代を中心に日本以上の知名度を形成している。両国のボードゲーム文化の特徴として、都市部に開設されている「ボードゲームカフェ」でのプレイを軸としている部分がある。
2020年以降はCOVID-19の影響による外出自粛を受け、ユーロゲームが注目を集めるようになる。特に感染症をテーマにした『パンデミック』は、売り上げが急上昇しアメリカでは学校教育に取り入れられるなど、その影響を顕著に受けた。いくつかの出版社では外出自粛中に遊べるよう、一部のユーロゲームをプリント・アンド・プレイの形で期間限定で無償公開した。

### ユーロゲームを扱う日本の団体・人物の関連項目
- メーカー
  - ホビーベースイエローサブマリン
  - ホビージャパン
  - アークライト
  - ジーピー
- ディベロッパー
  - グループSNE
  - グランペール
- ショップ
  - メビウスゲームズ
  - ニューゲームズオーダー
- イベント
  - ゲームマーケット